# اضطراب الكرب التالي للصدمة المعقد
يعرف اضطراب ما بعد الصدمة المعقد (C-PTSD) أو ما يعرف باضطراب الكرب التالي للصدمة بأنه اضطراب نفسي للأفكار والذي يحدث كنتيجة لتكرار وامتداد فترة الصدمة ويشمل إيذاء متكرر وخذلان من قبل مقدم الرعاية أو علاقات شخصية أخرى.
ويتعلق هذا الاضطراب بالاعتداء الجنسي أو العاطفي أو الديني أو قد يكون بسبب تعرضهم للإهمال أثناء فترة الطفولة أو العنف من قبل الشريك الحميم أو كون المصاب ضحية للاختطاف أو رهينة أو ضحية من ضحايا الرق أو عمال المصانع الاستغلالية أو أسرى الحرب أو ضحايا التنمر والناجين من معسكرات الاعتقال والناجين من المدارس الداخلية والفارون من منظمات الطوائف الدينية.
والحالات التي تحوي الأسر أو الوقوع في الفخ جميعها قد تؤدي إلى أعراض مشابهة لاضطراب الصدمة مثل الشعور بالرهاب والنقص والعجز وتدمير هوية الشخص وعدم احساسه بذاته.
ويرى بعض الباحثون أن اضطراب ما بعد الصدمة هو شكل مختلف لكنه مشابه إلى حد ما لاضطراب الجسدنة واضطراب الهوية الفصامي وكذلك اضطراب الشخصية الحدية مع الفارق الرئيسي هو أنه يشوه الهوية الأساسية للشخصية خصوصا إذا حدثت الصدمة لفترة طويلة خلال تطور مراحل الطفولة. وقد وصف هذا الاضطراب للمرة الأولى عام 1992 من قبل جوديث هيرمان في كتابها ـ الصدمة والاسترداد ـ والمقالة المصاحبة لها. ومن خلال التمحيص الدقيق في الصحف التي نشرت فيما يتعلق باضطراب ما بعد الصدمة المعقد، لم يتبنى أي تصنيف لهُ سواء من قبل الرابطة الأمريكية للطب النفسي (APA) أو في الطبعة الخامسة من الدليل التشخيصي والإحصائي للاضطرابات النفسية أو من قبل منظمة الصحة العالمية (WHO) أو في الطبعة العاشرة ICD 10 وفي الطبعة الخامسة من الدليل التشخيصي والإحصائي للاضطرابات النفسية أو من قبل منظمة الصحة العالمية (WHO) أو في النسخة العاشرة من التصنيف الإحصائي الدوري للأمراض والمشاكل المتعلقة بالصحة. وبالرغم من ذلك فقد عرضت لغرض صياغتها بشكل نهائي في عام 2018.

## الأعراض

### الأطفال والمراهقون
إن تشخيص اضطراب ما بعد الصدمة[وصلة مكسورة] (PTSD) طور في الأصل من اجل البالغين الذين عانوا من أي صدمة كالاغتصاب أو تعرضهم لصدمة خلال الحرب. وبالرغم من ذلك فإن الأمر يختلف نوعا ما عند الأطفال. حيث يمكن أن يعاني الأطفال من الصدمة المزمنة جراء سوء المعاملة والعنف الأسري. وفي كثير من الحالات، يكون مقدم الرعاية للطفل هو سبب الصدمة. ولم يؤخذ في الحسبان (اثناء تشخيص هذا الاضطراب) كيف أن المراحل التطورية للأطفال قد تؤثر على الأعراض وكيف للصدمة أن تؤثر على تطور الطفل.
واقترح مصطلح اضطراب الصدمة التنموي. هذا الشكل التنموي من الصدمة يُعرض الأطفال لخطر تطور الاضطرابات النفسية والطبية. حيث شرح بيسيل فان ديركولك اضطراب الصدمة التنموي بأنه عبارة عن مواجهات عديدة ومتكررة لصدمات ذو علاقة بالأشخاص مثل الاعتداء الجسدي أو الاعتداء الجنسي أو العنف أو الموت. ويمكن أن توصف بأمور شخصية مثل الخيانة والهزيمة والشعور بالخزي.
إن تكرار الأذى أو ما يسمى (بالصدمات النفسية) أثناء فترة الطفولة يؤدي إلى أعراض تختلف من تلك التي توصف باضطراب ما بعد الصدمة المعقد، وقد وصف كوك وغيره من الباحثين الأعراض والخصائص السلوكية في سبعة مجالات:
- التعلق «مشاكل في حدود العلاقة ونقص الثقة والعزلة الاجتماعية وصعوبة الإدراك والاستجابة لحالات الآخرين العاطفية».
- بيولوجي (الاختلال الوظيفي للحافز الشعوري) مشاكل الاندماج الشعوري، الجسدنة، وزيادة المشكلة الطبية.
- الضبط المشاعري أو التأثري (افتقار للضبط العاطفي)،(أي صعوبة في التمييز والتعبير عن العواطف والأحاسيس والشعور الداخلي وايضا مواجهة صعوبة في التواصل في حال الشعور بالحاجة أو طلب شيء ما أو تمنيه)
- انفصام الشخصية أو ما يسمى بفقدان الذاكرة أو تبدد الشخصية وهي حالات غير مترابطة من الإدراك والشعور والذكريات والتي تؤثر في اضعاف الذاكرة المخزنة للأحداث
- السيطرة السلوكية "مشاكل في التحكم في الانفعالات والعدوان وتهدئة النفس وكذلك وجود مشاكل في النوم والإدراك.
- الإلمام أي صعوبة في ضبط الانتباه ومشاكل مع العديد من الوظائف التنفيذية مثل التخطيط والحكم على الأشياء والمبادرة ومراقبة الذات واستخدام الأدوات وصعوبة في معالجة المعلومات الجديدة وكذلك صعوبة في التركيز واكمال المهام الموكلة ومشاكل في التفكير في كلا من السبب والنتيجة ومشاكل في تطوير اللغة كما يعاني المصاب من خلل في القدرات بين الاستقبال والتعبير اثناء التواصل.
- المفهوم الذاتي سرد منفصم وغير مترابط للسيرة الذاتية وصورة مضطربة عن الجسم ومستوى متدني من تقدير الذات وشعور مبالغ بهِ بالخزي ونماذج داخلية سيئة عن الذات.

### البالغين
```
يعاني البالغون الذين لديهم اضطراب ما بعد الصدمة المعقد (C-PTSD) في بعض الأحيان من 
صدمة نفسية
 طويلة الأمد عانوا منها أثناء مرحلة الطفولة واستمرت معهم لفترات طويلة حتى تحولت لاضطرابات عند بلوغهم. هذهِ الإصابات المبكرة تعيق من تطور الإحساس القوي بالذات وبالآخرين. وبسبب الآلام العاطفية والجسدية أو الإهمال الذي ألحقه غالبا الأشخاص المقربون مثل مقدمي الرعاية أو الأشقاء الكبار، فإن هؤلاء الأشخاص يمكن أن يتطور لديهم الشعور بالنقص وبأن الأخرين لا يمكن أن يعتمدوا عليهم.
```

وهذا يمكن أن يصبح وسيلة واسعة لتعلق الأشخاص بالآخرين في سن البلوغ والذي وُصف بأنه تعلق غير آمن. ولم يُذكر في النسخة الخامسة لعام 2013 من الدليل التشخيصي والإحصائي للاضطرابات النفسية بأن التعلق غير الآمن أحد الأعراض الجانبية لاضطرابات ما بعد الصدمة المعقدة وللانفصام. والأفراد الذين يعانون من اضطرابات ما بعد الصدمة وكذلك من اضطرابات شخصية مستمرة معرضون بشكل كبير بأن يكونوا ضحايا.
وقد اقترح ست مجموعات من الأعراض لتشخيص اضطراب ما بعد الصدمة المعقد:
- تغيرات في انتظام المشاعر والنبضات
- تغيرات في الوعي
- تغيرات في الإدراك الذاتي
- تغيرات في العلاقات مع الأخرين
- اضطراب الجسدنة
- تغيرات في فهم ما يقصده الأشخاص

وقد تشمل الخبرات في هذه المجالات ما يلي:
- صعوبات في تنظيم المشاعر، وتشمل هذه الأعراض: الانزعاج المستمر، التفكير المتكرر بالانتحار، إيذاء النفس، نوبات الغضب المفرطة أو المكبوتة (قد يتناوب) أو النشاط الجنسي المفرط المكبوت (قد يتناوب).
- تغيرات في الوعي، وتشمل: نسيان الأحداث المؤلمة (على سبيل المثال، فقدان الذاكرة النفسي)، خوض تجارب للمرة الثانية (إما على شكل اضطرابات ما بعد الصدمة الداخلية أو على شكل الانشغال بالتفكير بشكل عميق) أو وجود أعراض الانفصام.
- تغيرات في الإدراك الذاتي، مثل الشعور المستمر بالعجز وعدم القدرة على المبادرة والشعور بالذنب والخزي ولوم الذات والشعور بالدنس أو بأنهم وصمة عار وكذلك الشعور بأنهم مختلفين كليا عمن حولهم من البشر.
- تغيرات مختلفة في فهم مرتكب الجريمة، مثل نسب السلطة الكاملة للجاني، الانشغال في بناء علاقة مع الجاني وتشمل: التفكير بالانتقام، إضفاء المثالية أو الامتنان المتناقض، السعي في الحصول على موافقة الجاني، الشعور بالحاجة إلى بناء علاقة خاصة مع مرتكب الجريمة أو قبول تبريراته ومعتقداته.
- تغيرات في العلاقات مع الآخرين، تشمل: العزلة والانسحاب، الارتياب المستمر، الغضب، العدائية، البحث المتكرر عن منقذ، خلل في العلاقات الحميمية والإخفاق المتكرر في حماية الذات.
- فقدان أو تغييرات في فهم المقصد، يمكن ان تشمل: فقدان الإيمان بالمعتقدات أو الشعور باليأس والقنوط.
- الابتعاد عن المناطق المحيطة مصحوبة بمشاعر الرعب والارتباك.

## التشخيصات
كانت اضطرابات ما بعد الصدمة تحت الدراسة لتشخص ضمن النسخة الرابعة من الدليل التشخيصي والإحصائي للاضطرابات النفسية ولكن لم يتم تشخيصها ضمن النسخة الرابعة التي نشرت في عام 1994. ولم يتم أيضا تشخيصها ضمن النسخة الخامسة من الدليل التشخيصي والإحصائي للاضطرابات النفسية. فما تزال اضطرابات ما بعد الصدمة مصنفة كاضطرابات فقط.

### التشخيص التبايني
اضْطِرابُ ما بعد الصدمة المعقد
شخصت اضطرابات ما بعد الصدمة المعقدة في عام (1980) ضمن النسخة الثالثة من الدليل التشخيصي والإحصائي للاضطرابات النفسية وذلك يعود إلى الأعداد الكبيرة نسبيًا من المحاربين الأمريكيين الذين شاركوا في حرب فيتنام وكانوا يبحثون عن علاج للتأثيرات الناتجة عن ضغوطات القتال.
وفي عام1980، اقترح أطباء سريريون وباحثون في علم الفيروسات بأن اضطرابات ما بعد الصدمة يمكن أن تكون متعلقة بشكل دقيق باضطرابات مسبقة مثل تعرض الطفل لاعتداء جنسي ولعنف أسري. ولكن اشير مؤخرا إلى أن اضطراب ما بعد الصدمة فشل في اظهار مجموعة الأعراض التي غالبا ما تشخص في حالات العنف المستمرة، خاصة حالات العنف التي يمارسها مقدمي الرعاية ضد أطفالهم أثناء مرحلة الطفولة والمراهقة. وقد كان من الصعب جدا معالجة هؤلاء المصابين بأساليب ثابتة.
فشل التصنيف المتعلق باضطراب ما بعد الصدمة المعقد في إظهار بعض الخصائص المحورية لهذا الاضطراب. وتشمل هذه العناصر: العبودية، الانكسار النفسي، فقدان الشعور بالأمان وبالثقة وبقيمة الذات، وأيضا الميل إلى أن يكون ضحية. والعنصر الأكثر أهمية هو فقدان الشعور الثابت بالنفس، يعتبر هذا العنصر أساسي في تمييز اضطراب ما بعد الصدمة المعقد عن اضطراب ما بعد الصدمة بشكل واضح.
وُصف أيضا اضطراب ما بعد الصدمة المعقد باضطراب التعلق وتحديدا التعلق غير الآمن أو التعلق المضطرب. وفي النسخة الرابعة من الدليل التشخيصي والإحصائي للاضطرابات النفسية (1994) لم يشمل اضطراب ما بعد الصدمة واضطراب تفارقي أو الانفصالي على التعلق غير الآمن في معاييرهم. ونتيجة لهذا الجانب من اضطراب ما بعد الصمة المعقد، فعندما يصبح البالغين الذين يعانون من هذا الاضطراب آباء/أمهات ويواجهون رغبة أطفالهم الخاصة بالحاجة إلى التعلق، فيمكن أن يعانوا من صعوبة في الاستجابة للمشاعر المرهفة خاصة تجاه صغارهم، ومعاناة الأطفال الصغار من الضغط الروتيني –خلال الانفصال الروتيني يتطلب من الوالدين جهد وعزم أكثر. وبالرغم من أن الأغلبية العظمى من الناجيين لا يقومون بتعنيف الآخرين، إلا أن الصعوبة في كيفية تربية الوالدين لأطفالهم يمكن أن يكون لها تأثير معاكس على النمو الاجتماعي والعاطفي لأطفالهم في حال واجه الوالدين هذا الوضع ولم يتلقى أطفالهم المعالجة المناسبة.
ولهذا اشير إلى التمييز بين فئة التشخيص لاضطراب ما بعد الصدمة المعقد وكذلك لاضطراب ما بعد الصدمة. حيث يصف هذا الاضطراب (C-PTCD) التأثير السلبي والواسع للاضطراب المتكرر والمزمن بشكل أفضل من اضطراب ما بعد الصدمة.

ويختلف أيضا اضطراب ما بعد الصدمة المعقد عن اضطراب ما بعد الصدمة المستمر، الذي قدمه جيل ستريك عام 1987 إلى المؤلفات التي كتبت حول الصدمة. وقد استخدمها في الأصل الأطباء السريريون في جنوب أفريقيا لوصف تأثيرات التعرض المتكرر للمستويات العالية من العنف الذي يتعلق عادا بالصراع المدني والقمع السياسي. وأيضا يُستخدم هذا المصطلح في وصف تأثيرات التعرض لحالات العنف الجماعي والجريمة والتي تتواطن في تأثيرات التعرض المستمر للأشياء التي تهدد الحياة مثل العمل في الشرطة والإطفاء والطوارئ.

### صدمة الحزن
صدمة الحزن أو الأسى النفسية أو الحزن المعقد هي حالات يتزامن فيها كلا من الصدمة والحزن.
وهناك صلة بين مفهوم الصدمة والوفاة وذلك لان فقدان أحد الأحبة هو بطبيعته صدمة. وإذا كانت هذه الصدمة قد هددت حياة الشخص ولكنها لم تؤدي إلى الوفاة، فمن الأرجح ان يتعرض الشخص الناجي لأعراض إجهاد ما بعد الصدمة. وفي حال توفى شخص وكان الشخص الناجي قريبا منه، فمن الأرجح ان يؤدي ذلك إلى تطور اعراض الحزن لدى
الشخص الناجي. وعندما يكون المتوفى أحد الأحبة وحدثت حالة الوفاة بشكل مفاجئ أو عنيف، فمن الغالب ان تتزامن كلا من اعراض هذه الصدمة. ومن المحتمل ان يحدث ذلك في الأطفال المعرضين للعنف المجتمعي.
حيث ان اضطرابات ما بعد الصدمة المعقدة تظهر أن العنف يحدث في ظل ظروف الأسر وفقدان السيطرة والحرمان، ويحدث ذلك تزامنا مع وفاة صديق أو أحد الأحبة في ظل ظروف تهدد الحياة. وهذا على الأغلب يحدث للأطفال وخاصة أطفال الزوج أو الزوجة الذين يعانون من العنف الاسري أو العنف المجتمعي القاسي المستمر والذي يؤدي في نهاية المطاف إلى وفاة الأصدقاء والأحبة. حيث يشار إلى ظاهرة زيادة خطر العنف ووفاة أطفال الزوج أو الزوجة بما يسمى بتأثير سندريلا.

## نظرية التعلقواضطراب الشخصية الحدية
[84]
هناك علاقة ما بين اضطراب الشخصية الحدي(BPD) واضطراب ما بعد الصدمة
المعقد في بعض الأعراض إلى حد ما.
والذي من شأنه ان يساعد على فهم الفرق بين كلا من نظرية التعلق مع اضطرابات ما بعد الصدمة المعقدة واضطراب الشخصية الحدية في حال قام شخص بقراءة الآراء التالية الخاصة بالعالم الأمريكي «بيسيل فان دير كولك إلى جانب الفهم المأخوذ من وصف اضطراب الشخصية الحدية الذي وصفه بأنه:
تلك الاضطرابات التي لا يمكن السيطرة عليها أو الاختلالات في العلاقات العاطفية الذي يسبق بتطور اعراض
الإجهاد ما بعد الصدمة. ويسعى الناس إلى زيادة التعلق في مواجهة الخطر. وقد تتطور علاقات عاطفية قوية لدى البالغين والأطفال مع الأشخاص الذين يضايقونهم ويضربونهم ويهددونهم بين الحين والآخر. والاستمرار في هذه العلاقات الارتباطية قد يؤدي إلى ارتباك في مشاعر الحب والالم. ويمكن ان تتكرر الصدمة على المستويات السلوكية والعاطفية والفسيولوجية والعصبية للغدد الصماء. حيث أن تكرار هذه المستويات المختلفة قد يسبب ظهور مجموعة واسعة من المعاناة الفردية والاجتماعية.
وقد وجد الباحثون إلى ان اضطراب الشخصية الحدية هي اضطرابات مختلفة تماما عن اضطراب ما بعد الصدمة المعقد مع وجود اختلاف كبير بالوظائف – وأبرزها أن اضطراب ما بعد الصدمة المعقد ليس باضطراب الشخصية الحدية
–فأولئك الأشخاص الذين يعانون من هذه الاضطرابات لا يخافون من الهجران ولا يمتلكون أنماط من العلاقات الغير مستقرة -وانما يفضلون الانسحاب وعدم المكافحة لافتقارهم إلى العاطفة.
هناك اختلافات واضحة وملحوظة بشكل كبير بين اضطراب الشخصية الحدية واضطراب ما بعد الصدمة المعقد وفي حين
ان هناك أيضا بعض أوجه التشابه بينهما – والذي غالبا ما يكون من ناحية مشاكل التعلق (على الرغم من ان هذا يحدث بطرق مختلفة تماما) ومشكلة تنظيم التأثير العاطفي القوي (غالبا ما يشعر بالألم بشكل واضح)، الا ان الاضطرابات تختلف تماما في طبيعتها - وخصوصا إذا ما أخذنا بعين الاعتبار أن اضطراب ما بعد الصدمة المعقد يعد استجابة للصدمة بدلا من اضطراب الشخصية.
هناك اختلافات كبيرة ومميزة بشكل ملحوظ بين Borderline و C-PTSD وبينما توجد بعض أوجه التشابه - في الغالب من حيث القضايا مع التعلق (على الرغم من أن هذا يحدث بطرق مختلفة تماما) ومشكلة تنظيم تأثير عاطفي قوي (غالبا ما يشعر بالألم بشكل واضح)، تختلف الاضطرابات تمامًا في طبيعتها - خاصة إذا ما أخذنا بعين الاعتبار أن C-PTSD هو دائمًا استجابة للصدمة وليس إلى اضطراب في الشخصية. بالإضافة إلى ذلك، فإن اضطراب ما بعد الصدمة المعقد ليس باضطراب الشخصية- بل هو غالبا حاله من ردود فعل للبقاء على قيد الحياة لتصبح الصدمة جانبا أساسيا من الشخصية، واستجابة للعيش مع الأفراد الذين يعانون من اضطراب الشخصية.
وفي حين يعاني الشخص المصاب باضطراب الشخصية الحدية من العديد من أعراض اضطراب ما بعد الصدمة واضطراب ما بعد الصدمة المعقد إلا أن اضطراب الشخصية الحدية كان مختلف بشكل واضح من خلال أعراضه الفريدة من نوعها مقارنة باضطراب الشخصية الحدية وتظهر النسب المعروضة في الجدول (5) أن الأعراض التالية دالة بشكل كبير على حدوثها في اضطراب الشخصية الحدية أكثر من وجودها في اضطراب الصدمة المعقد:(1)جهود مضطربة لتجنب الهجر الحقيقي أو المُتخيل (2)علاقات شخصية حادة ومضطربة التي يتم وصفها بالتيار المتردد بين المثالية المفرطة والانتقاص من الذات
(3)حالة غير مستقرة وواضحة عن صورة الذات والشعور بالذات (5) التهور والاندفاع.
نظرًا لخطورة السلوكيات الانتحارية وإلحاق الأذى بالذات فإنه من المهم الإشارة إلى أن هناك اختلافات واضحة في وجود سلوكيات الانتحار وإلحاق الضرر بالذات مع 50% تقريبا ممن يعانون من اضطراب الشخصية الحدية وبنسبة قد تكون أقل أو مكافئة لأعراض كل من اضطراب ما بعد الصدمة المعقد بنسبة (14.3 و16.7 % على التوالي). والعرض الوحيد الذي لا يختلف فيه المصاب باضطراب الشخصية الحدية عن اضطراب ما بعد الصدمة المعقد هو الشعور المزمن بالفراغ . بالإشارة إلى أن في هذه العينة، لم يكن هذا العرض خاص لاضطراب اضطراب الشخصية الحدية أو اضطراب ما بعد الصدمة المعقد ولا يعتبر علامة فارقة بين كلاهما.
"بشكل عام، تشير النتائج إلى أن هناك عدة طرق تختلف فيها اضطرابات ما بعد الصدمة المعقدة حيث توصف اضطرابات الشخصية الحدية بأنها حاله خوف من الهجر وعدم الاستقرار النفسي والعلاقات غير المستقرة مع
الأخرين أضافه إلى سلوكيات إيذاء النفس والاندفاعية. وفي المقابل فإن في حالة اضطراب ما بعد الصدمة المعقد كما هو الحال في اضطراب ما بعد الصدمة كان هناك القليل من المصادقة على العناصر المتعلقة بعدم الاستقرار في التمثيل الذاتي والعلاقات. ومن المرجح أن يكون مفهوم الذات سلبيًا دائمًا، وتتعلق الصعوبات العلائقية في الغالب بتجنب العلاقات والإحساس بالعزلة .
بالإضافة إلى ذلك فإن 25% من الذين يعانون من اضطرابات شخصية ليس لديهم تاريخ مذكور لتعرضهم للإهمال والعنف
أثناء مرحلة الطفولة والافراد الذين لديهم أقرباء يعانون من اضطراب في الشخصية معرضون للإصابة به ستة أضعاف من أولئك الذين ليس لديهم أي سجل مرضي موجود في العائلة.
إحدى الاستنتاجات هو أن هناك استعداد وراثي للإصابة باضطرابات في الشخصية لا علاقة لها بالصدمة. ووجد الباحثون الذين اجروا فحصا للتوائم المتماثلة بأن "العوامل الوراثية تلعب دورا رئيسيا في الفروق الفردية لخصائص اضطراب الشخصية في المجتمعات الغربية. حيث تمكنت دراسة نُشرت في مجلة أوروبية لطب الصدمات النفسية في عام 2014 من مقارنة أبرز الاختلافات بين اضطرابات ما بعد الصدمة المعقدة واضطرابات ما بعد الصدمة واضطرابات الشخصية الحدية ووجدت انه من الممكن التميز بين الحالات الفردية لكل نوع من الاضطرابات عند تواجد الحالات المرضية ومناقشون حالات التشخيصات المستقلة لكل نوع.
```
قد يحدث خلط بين اضطرابات الشخصية الحدية مع الاضطرابات ما بعد الصدمة المعقدة من قبل البعض دون وجود معرفه
```

صحيحة بالحالتين وذلك لان الذين يعانون من الاضطرابات الشخصية الحدية يعانون أيضا من اضطرابات
ما بعد الصدمة، أو لديهم تاريخ لتعرضهم لبعض الصدمات.
وفي كتاب (الصدمة والتعافي)، شرحت هيرمان القلق الزائد الذي يخاطر به المريض باضطراب ما بعد الصدمة المعقد مثل الخوف من أن يُساء فهمه والمعروف جوهريا بالخاضع المازوخي أو «تعذيب الذات» أو«قهر الذات»، حيث قُرن هذا السلوك بالتشخيص التاريخي الخاطئ لهيستريا الإناث. ومع ذلك، فإن أولئك الذين تطورت لديهم اضطراب ما بعد الصدمة المعقد يقومون بذلك نتيجة لشدة الصدمة النفسية- والتي يكون فيها الشخص مرتبط بيولوجيا مع الأشخاص الذين يسيئون إليه فتصبح ردود الأفعال التي يتم تعلمها من أجل النجاة والتعبير والتعامل مع الإيذاء الذي يعانون منه ردودا تلقائية. حيث يكون متضمنا في شخصيتهم على مدى سنوات من اصابتهم بالصدمة وهذا يعتبر ردة فعل طبيعية للمواقف غير الاعتيادية أو الشاذة.

## العلاج

### الأطفال
```
لا يزال البديل المستخدم لعلاج اضطرابات ما بعد الصدمة والمشتق من العلاجات النفسية لمساعدة الأطفال الذين يعانون من اضطرابات ما بعد الصدمة المعقدة غير معروف. حيث يستدعي هذا النوع من التشخيص والمعالجة لتلك الفئة المصابة باضطرابات ما بعد الصدمة المعقدة إلى أخذ الحيطة والحذر. وقد أقترح كلا من فورد وفان ديركولك بأن تشخيص ومعالجة الأطفال كفئه مقترحه تعاني من اضطراب الصدمة التنموي ليس نافعا. ولتشخيص اضطرابات الصدمة التنموي فأن الأمر يتطلب
```

معرفة تاريخ التعرض للصدمة في مرحله مبكرة من العمر مثل الاعتداء الجنسي والإيذاء الجسدي والعنف وصدمة فقدان
أشخاص عزيزين أو تعرض الطفل لعلاقة الخيانة من قبل مقدمي الرعاية (القائمين على رعايته) والتي تم اعتبارها كأحد الأسباب الرئيسة وراء الإصابة باضطرابات ما بعد الصدمة المعقدة . حيث دايما ما يكون هناك علاقة بين التشخيص والمعالجة والنتائج." [100]
وبما أن اضطرابات الصدمة المعقدة واضطرابات الصدمة التنموي في الأطفال غالبا ما يحدث بسبب سوء المعاملة أو الإهمال أو العنف الذي يتعرض له الطفل من قبل مقدم الرعاية، فإن العنصر الأول في النظام البيولوجي النفسي الاجتماعي هو تلك العلاقة التي تربط الطفل مع القائم على رعايته. حيث يتدخل في هذا هيئة حماية الطفل بشكل دائم. وهذا يوسع نطاق الدعم الذي يمكن تقديمه للطفل وقد يتعين بعد ذلك تنفيذ الالتزامات والتشريعات القانونية
للهيئة.
وقد تم تطوير واستكشاف عدد من المبادئ العملية والعلاجية والأخلاقية للتقييم والتدخل في هذا المجال:
تحديد وحصر التهديدات التي تمس سلامه الطفل أو أسرته واستقرارها والتصدي لها لهما الأولوية الأولى.
تطوير جسر علائقي لإشراك الطفل مع القائم على رعايته والحفاظ عليه وتعظيم الاستفادة منه.
التشخيص والتخطيط للعلاج ومراقبة النتائج يبنى على أساس العلاقات ونقاط القوة.
يجب أن تهدف جميع مراحل العلاج إلى تعزيز كفاءات التنظيم الذاتي.
تحديد مع من ومتى وكيف تعالج الذكريات المؤلمة.
منع وإدارة الفجوات في العلاقات والأزمات النفسية والاجتماعية.

### البالغين
حيث تعتقد هيرمان بأن التعافي من اضطرابات ما بعد الصدمة المعقدة يكون على ثلاث مراحل:
اثبات الأمان
إقامه الذكرى والحداد على ما فقد
إعادة الاتصال بالمجتمع على نطاق أوسع
وتعتقد هيرمان أيضا بأن التعافي لا يمكن أن يحدث إلا في أطار علاقة صحية. وليس بالضرورة ان تكون هذه العلاقة الصحية هي علاقة رومنسية أو جنسية بالمعنى العام للعلاقة، ومع ذلك يمكن أن
تكون هذه العلاقات هي علاقات مع الأصدقاء وزملاء العمل والأقارب أو الأطفال أو علاقات علاجية مع مقدمي الرعاية.
حيث أن الصدمات المعقدة تعني ردود أفعال معقدة وهذا يستدعي معالجة مكثفة. وبالتالي يتطلب علاج اضطرابات ما بعد الصدمة المعقدة إلى منهج متعدد الطرق. وقد أُقترح بأن يكون علاج اضطرابات ما بعد الصدمة المعقدة مختلف عن اضطرابات ما بعد الصدمة وذلك بالتركيز
على المشاكل التي تسبب ضعف وظيفي أكثر من أعراض اضطرابات ما بعد الصدمة. وهذه المشاكل تشمل انعدام التمثيل العاطفي والمشاكل الشخصية. ستة عناصر أساسية مقترحة لعلاج الصدمات المعقدة تشمل:
- الأمان
- التنظيم الذاتي
- معالجة المعلومات الذاتية المنعكسة على الذات
- دمج التجارب المؤلمة والصدمات النفسية
- تكوين العلاقات
- تعزيز المشاركات الإيجابية

وقد اقترحت علاجات متعددة لاضطراب ما بعد الصدمة المعقد ومن بين هذه العلاجات: العلاج المتركز على التجربة والعاطفة والعلاج الداخلي للأنظمة الأسرية والعلاج النفسي الحركي وإزالة حساسية حركة العين وإعادة المعالجة (EMDR) والعلاج السلوكي الديالكتيكي (DBT) والعلاج السلوكي المعرفي والعلاج النفسي الديناميكي وعلاج الأنظمة العائلية والعلاج الجماعي.